# Pundamilia azurea
Pundamilia azurea és una espècie de peix de la família dels cíclids i de l'ordre dels perciformes.

## Morfologia
- Els mascles poden assolir 9,6 cm de longitud total.
- Nombre de vèrtebres: 29-31.[3]

## Alimentació
Menja plàncton.

## Hàbitat
Viu en zones de clima tropical.

## Distribució geogràfica
Es troba a Àfrica: és una espècie de peix endèmica d'un grup d'illes al mig del Golf Speke (llac Victòria, Tanzània).